# Sporormiella albolanata
Sporormiella albolanata — вид аскомікотових грибів родини Sporormiaceae. Копрофільний гриб, що поширений в Австралії.